# Гедаклари
Гедаклари (груз. გედაქლარი, азерб. Gödəklər) — село Цалкского муниципалитета, края Квемо-Картли республики Грузия со 100 %-ным азербайджанским населением. Входит в общину Арджеван-Сарвани.

## География
Граничит с селами Минсазкенди, Чолмани, Арджеван-Сарвани, Ливади, Сабечиси (быв. Каракоми) Цалкского Муниципалитета и селом Напилнари Тетрицкаройского муниципалитета.

## Население
По данным Государственного статистического комитета Грузии, согласно официальной переписи 2002 года, численность населения села Гедаклари составляет 73 человека и на 100 % состоит из азербайджанцев.

## Экономика
Население в основном занимается овцеводством, скотоводством и овощеводством.

## Достопримечательности
- Мечеть
- Средняя школа